# Philothermus glabriculus
Philothermus glabriculus är en skalbaggsart som beskrevs av Leconte 1863. Philothermus glabriculus ingår i släktet Philothermus och familjen gångbaggar. Inga underarter finns listade i Catalogue of Life.